# Die Anonymen Vogelfresser
Die Anonymen Vogelfresser (Originaltitel: Birds Anonymous) ist ein US-amerikanischer Zeichentrick-Kurzfilm von Friz Freleng aus dem Jahr 1957.

## Handlung
Kater Sylvester trifft wieder einmal eifrig Vorbereitungen, um Vogel Tweety zu fangen. Er dunkelt das gesamte Zimmer ab, in dem sich Tweetys Vogelkäfig befindet und packt den Vogel – die Jalousie eines Fensters öffnet sich und es erscheint eine rote Katze, die Tweety befreit und Sylvester eine Visitenkarte ihrer Selbsthilfegruppe Birds Anonymous überreicht.
Am nächsten Tag begibt sich Sylvester zur Versammlung der Gruppe, in der zahlreiche Katzen von ihrer früheren Vogel-Jagd-Leidenschaft berichten, die sie durch Birds Anonymous erfolgreich bekämpfen konnten. Auch Sylvester schwört nun seinem Jagdtrieb ab, streichelt Tweety, als er nach Hause kommt, und setzt sich vor den Fernseher. Hier wird gerade ein Hühnchen zubereitet und im Radio laufen Titel über Vögel. Schon sind Sylvesters gute Vorsätze vergessen. Er fängt Tweety und will den Vogel verspeisen, als die rote Katze erscheint und Sylvester mit einem Pümpel das Maul verschließt. Es folgt eine schlaflose Nacht und der anschließende, wahnhafte Versuch, Tweety zu fressen. Der rote Kater schüttet jedoch Alaun in Sylvesters Maul und der Fressversuch misslingt. Sylvester wird weinerlich, wirft sich auf den Boden und tobt. Die rote Katze erscheint und tadelt ihn verächtlich für sein jämmerliches Verhalten, sei doch die Freundschaft zu Vögeln so einfach. Der rote Kater küsst Tweety und verfällt sofort in altes Jagdverhalten. Nun ist es Sylvester, der den roten Kater vom Tweety-Fressen abzuhalten versucht. Der Vogel wiederum konstatiert: Einmal böse Katze, immer böse Katze.

## Produktion
Die Anonymen Vogelfresser kam am 10. August 1957 als Teil der Warner-Bros.-Trickfilmserie Merrie Melodies in die Kinos.
Sämtliche Stimmen des Films wurden von Mel Blanc gesprochen, der Die Anonymen Vogelfresser stets als seinen Lieblingstrickfilm bezeichnete. Als Produzent Edward Selzer verstarb, erhielt Blanc den Oscar, den Selzer als Produzent für Die Anonymen Vogelfresser erhalten hatte.

## Auszeichnungen
Die Anonymen Vogelfresser gewann 1958 den Oscar in der Kategorie „Bester animierter Kurzfilm“.